# Andrés Luis Calvo
Andrés Luis Calvo (n. Zamora, 14 de enero de 1940) es un político español del Partido Socialista Obrero Español (PSOE) que fue alcalde de la ciudad de Zamora en dos mandatos (1983-1987 y 1991-1995) y senador en la segunda, tercera, cuarta, quinta y sexta legislatura.

## Trayectoria
Nació en 1940 en la calle del Aire de la ciudad de Zamora. Fue profesor de escuela rural y posteriormente trabajó en la banca.

### Alcalde
Se inició en las lides políticas en la clandestinidad, colaborando en la refundación de UGT y del PSOE en la provincia de Zamora, allá por 1973. Durante veinte años fue el portavoz del PSOE en el ayuntamiento de Zamora, llegando a ser su alcalde en los mandatos de 1983 a 1987 y de 1991 a 1995.
En 1985, durante su primer mandato como alcalde de la ciudad de Zamora, promovió el cambio de nombre de 48 calles con referencias franquistas, retomando en unas su nomenclatura histórica y creando para otras una nueva denominación. De esta forma, se sustituyó la avenida Generalísimo Franco por Príncipe de Asturias, el parque Mola por el del Castillo, la calle de Calvo Sotelo por el Riego, la calle de los Héroes de Toledo por Regimiento de Toledo, la plaza de Martín Álvarez por la del Maestro o la calle Castelar por la genuina de Los Herreros. Aparte del cambio de nombre de algunas calles, en aquella etapa se retiraron algunos símbolos franquistas que existían en las calles de la capital, como el escudo que se alzaba en el edificio de la oficina de Correos, en el cruce entre Santa Clara y la calle Benavente, que mostraba un águila de San Juan.

### Senador
Además, fue senador electo por la provincia de Zamora en cinco legislaturas y como consecuencia ocupó los siguientes cargos:
- II Legislatura (18/11/1982-23/04/1986): secretario 1º de la comisión de obras públicas, ordenación del territorio y medio ambiente, urbanismo, transportes y comunicaciones (13/12/1982 al 23/04/1986). Vocal de la comisión de economía y hacienda (13/12/1982 al 07/10/1983).
- III Legislatura (15/07/1986-02/09/1989): secretario 1º de la comisión de obras públicas, ordenación del territorio y medio ambiente, urbanismo, transportes y comunicaciones (17/09/1986 al 02/09/1989). Vocal de la  comisión de autonomías y organización y administración territorial (28/10/1987 al 02/09/1989). Vocal  de la  comisión de industria y energía, comercio y turismo (26/11/1987 al 02/09/1989).
- IV Legislatura (21/11/1989-13/04/1993): suplente en la diputación permanente del senado (12/12/1989 al 28/06/1993). Presidente de la comisión de obras públicas, ordenación del territorio y medio ambiente, urbanismo, transportes y comunicaciones (20/12/1989 al 13/04/1993). Vocal de la comisión de economía y hacienda (11/02/1991 al 11/04/1991). Vocal de la comisión de economía y hacienda (20/12/1989 al 07/02/1991). Vocal de la comisión de economía y hacienda (19/06/1991 al 13/04/1993). Vocal de la comisión de reglamento (20/12/1989 al 13/04/1993). Vocal de la comisión de asuntos iberoamericanos (20/12/1989 al 04/10/1991).
- V Legislatura (29/06/1993-09/01/1996): vicepresidente 1º de la comisión de seguimiento del fondo de compensación interterritorial (14/09/1993 al 26/11/1994). Vocal de la comisión especial de juventud (30/11/1993 al 31/12/1994). Vocal de la comisión de defensa (14/09/1993 al 09/01/1996). Vocal de la comisión de obras públicas, medio ambiente, transportes y comunicaciones (27/06/1995 al 09/01/1996). Vocal de la comisión de sanidad y asuntos sociales (14/04/1994 al 31/05/1995).
- VI Legislatura (27/03/1996-18/01/2000): vicepresidente 2º de la comisión especial sobre el desarrollo económico y social del estado español (24/02/1998 al 10/11/1998). Portavoz de la comisión de obras públicas, medio ambiente, transportes y comunicaciones (10/11/1998 al 18/01/2000). Vocal de la comisión de defensa (14/05/1996 al 18/01/2000). Vocal de la comisión de reglamento (25/11/1997 al 18/01/2000). Vocal de la comisión mixta para la plena profesionalización de las fuerzas armadas (15/10/1996 al 30/06/1998). Vocal  titular de la delegación española en la asamblea parlamentaria de la organización del tratado del atlántico norte. (31/07/1997 al 22/03/2000).